# Tokyo Union Theological Seminary
Das Tokyo Union Theological Seminary (jap. 東京神学大学 Tōkyō shingaku daigaku; TUTS) ist eine kirchliche Privatuniversität der Vereinigten Kirche Christi in Japan. Das Seminar ist für die theologische Ausbildung der zukünftigen Pastoren der Kyodan zuständig, bildet jedoch auch andere Studenten aus.
Die Japan School of Theology (Nihon Shingakko) war ein Zusammenschluss (1929) des Departments für Theologie der Meiji-Gakuin-Universität mit der von Pastor Uemura Masahi 1904 gegründeten Tokyo School of Theology (Tokyo Shingakusha). Zusammen mit weiteren, darunter Lutheraner, Baptisten, Anglikaner und die Heilsarmee, entstand dann schrittweise ein Unions-Seminar. Die offizielle Gründung des Tokyo Union Theological Seminary fand 1943 statt. Die Universität steht in der Tradition eines Unionsseminars. 1949 erhielt das TUTS die Anerkennung als Universität.

Im Jahr 1986 wurde die heutige Bibliothek fertiggestellt. Sie enthält ca. 121.000 Bücher. Von diesen sind etwa 48.000 japanische und 73.000 westliche Bücher, hauptsächlich aus den Bereichen der Theologie, Religion und Philosophie. Innerhalb dieser Masse besitzt die Universitätsbibliothek die größte Anzahl theologischer Bücher in Japan.

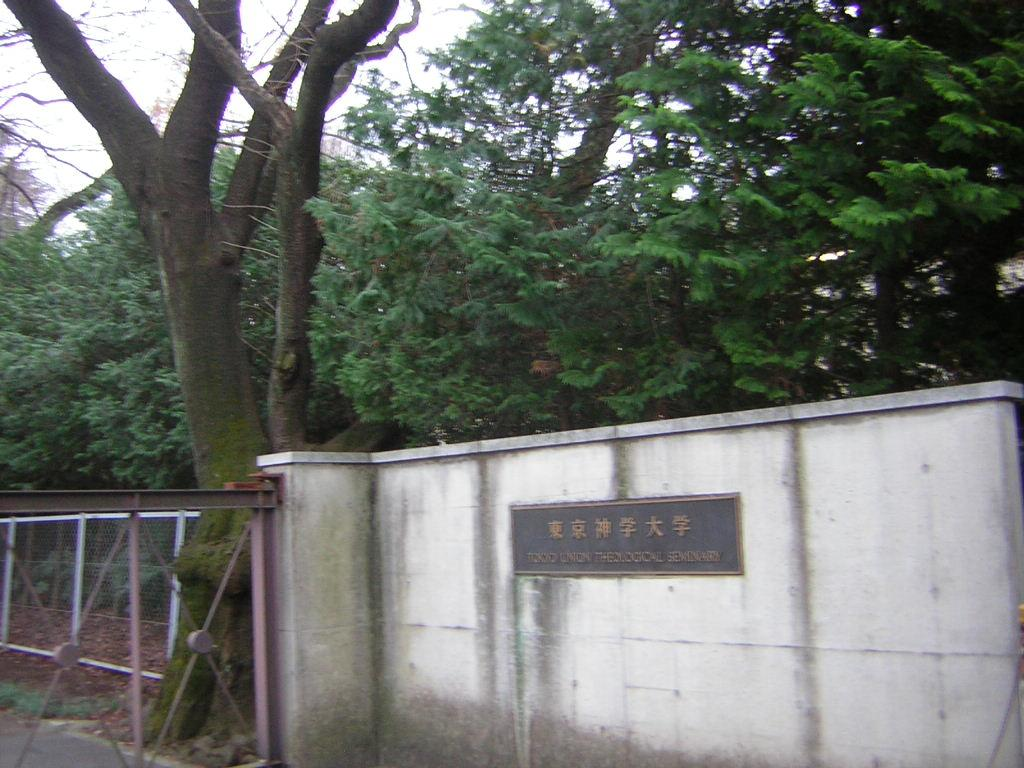
Tokyo Union Theological Seminary